# Trajko Veljanovski

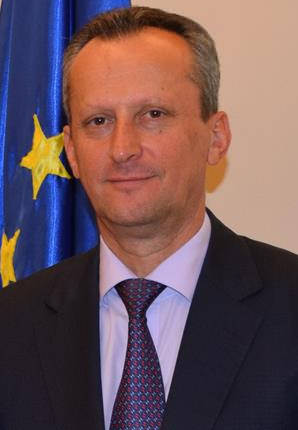
Trajko Veljanovski 2015

Trajko Veljanovski (* 2. November 1962 in Skopje) ist ein nordmazedonischer Politiker. Er war der achte Präsident des Parlaments der Republik Mazedonien.

## Leben
Er schloss sein Studium an der Ss. Cyril und Methodius Universität als Rechtsanwalt 1988 und arbeitet bis 1999 im Beruf.
Trajko Veljanoski ist verheiratet und Vater von zwei Kindern.

## Politik
Er startete seine politische Karriere 1993 bei der VMRO-DPMNE. Er wurde zum Staatssekretär im Justizminister ernannt und später Deputyminister im selben Ministerium.
Bei der Parlamentswahl 2006 wurde er Parlamentsmitglied. Bei der Wahl 2008 wurde er wiedergewählt und er wurde Parlamentspräsident. Am 27. April 2017 wurde Talat Xhaferi sein Nachfolger.
Im Jahr 2019 wurde Veljanoski wegen seiner Rolle beim Sturm auf das mazedonische Parlament im Jahr 2017 verhaftet und verhört.  Zwei Jahre später wurde er als Organisator des Sturms verurteilt und zu über 6 Jahren Gefängnis verurteilt.  Im Jahr 2025 ordnete ein Gericht in Skopje Veljanovskis Freilassung an und berief sich dabei auf ein Amnestiegesetz aus dem Jahr 2018.